# Maître viennois de Marie de Bourgogne
Le Maître viennois de Marie de Bourgogne est un enlumineur anonyme, actif en Flandre durant les années 1460 à 1480. Il doit son nom au Livre d'heures de Marie de Bourgogne, actuellement conservé à la Bibliothèque nationale autrichienne à Vienne. Il faut le distinguer d'un autre maître anonyme, auteur des peintures d'un livre d'heures également exécuté pour Marie de Bourgogne et conservé à Berlin, appelé de ce fait « Maître berlinois de Marie de Bourgogne ».

## Biographie
L'artiste a été fortement influencé par Juste de Gand, auteur du Retable de la Crucifixion de la cathédrale Saint-Bavon de Gand. Pendant un temps, on a proposé de l'identifier à ce dernier. Toutefois cette hypothèse n'a pas rencontré l'adhésion des historiens de l'art car les dates d'activité des deux peintres ne correspondent pas. Par ailleurs, le Maître viennois de Marie de Bourgogne a collaboré à plusieurs reprises avec le copiste Nicolas Spierinc, qui résidait à Gand. Ces éléments font donc pencher pour une origine gantoise. Mais le maître a aussi pu entretenir des relations avec un atelier brugeois, comme en témoigne sa collaboration avec Loyset Liédet.
Il a parfois été identifié avec Alexander Bening, mais cette hypothèse n'est plus retenue. Sa proximité avec Hugo van der Goes fait qu'on voit en lui un membre de son atelier, ou de celui de Joos van Wassenhove. A tel point qu'il a parfois été identifié à ce dernier,.

## Éléments stylistiques

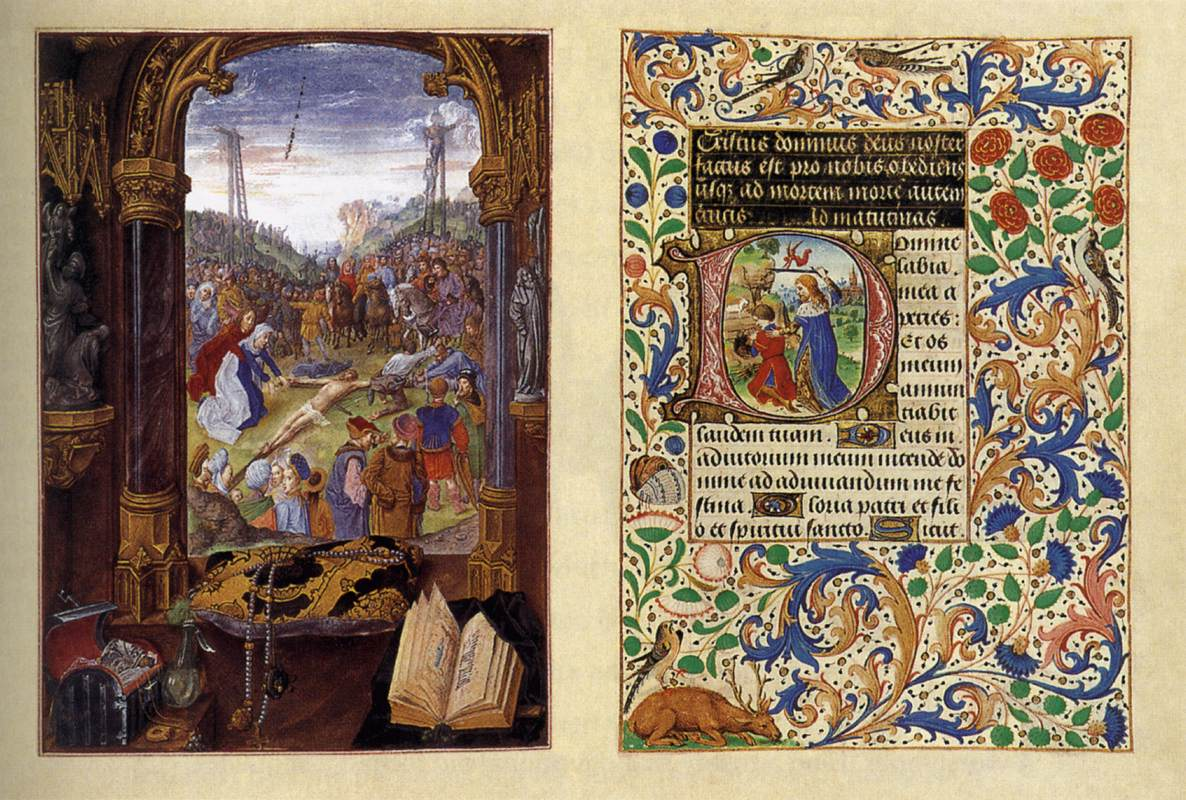
Livre d'heures de Marie de Bourgogne : La Crucifixion, fol. 43 v° et 44 r°.

Le peintre s'attache à représenter l'espace en jouant sur ses différents plans, grâce à sa maîtrise de la perspective. Il cherche à restituer, de manière convaincante, la profondeur du champ visuel en le dilatant à l'extrême. Il joue ainsi sur les différents plans de la composition, par un traitement estompé des scènes principales repoussées à l'arrière-plan et traitées en perspective atmosphérique, d'une part ; et un rendu minutieux - voire illusionniste dans sa maîtrise du trompe-l'œil - des divers objets (feuillages, fleurs, fruits, étoffes, joyaux...) ou êtres (insectes, animaux, personnages) peints sur les marges, au premier plan, d'autre part. La page de manuscrit devient ainsi une surface à trois dimensions :
- une zone neutre comportant le texte ;
- un avant-plan rapproché du spectateur, constitué de bordures dont les représentations détaillées semblent posées sur le parchemin, où elles projettent leur ombre et vont même parfois jusqu'à se superposer (par exemple, les ailes d'une mouche posée sur des pétales de fleurs) ;
- la scène principale enfin, dont l'exécution impressionniste accentue l'éloignement en profondeur[5].

L'une des techniques caractéristiques de l'enlumineur consiste à placer ses scènes derrière une fenêtre pour créer une illusion de profondeur : le premier plan, traité avec minutie, se rapproche du spectateur, dont le regard traverse une baie pour parvenir au second plan, qui semble d'autant plus éloigné que ses contours sont estompés. Pour cette raison, l'historien de l'art Otto Pächt a qualifié cette trouvaille d'« effet-fenêtre ». 
L'artiste manifeste aussi un intérêt prononcé pour les expressions et les mouvements des personnages, qui semblent pris sur le vif.

## Œuvres attribuées

### Manuscrits

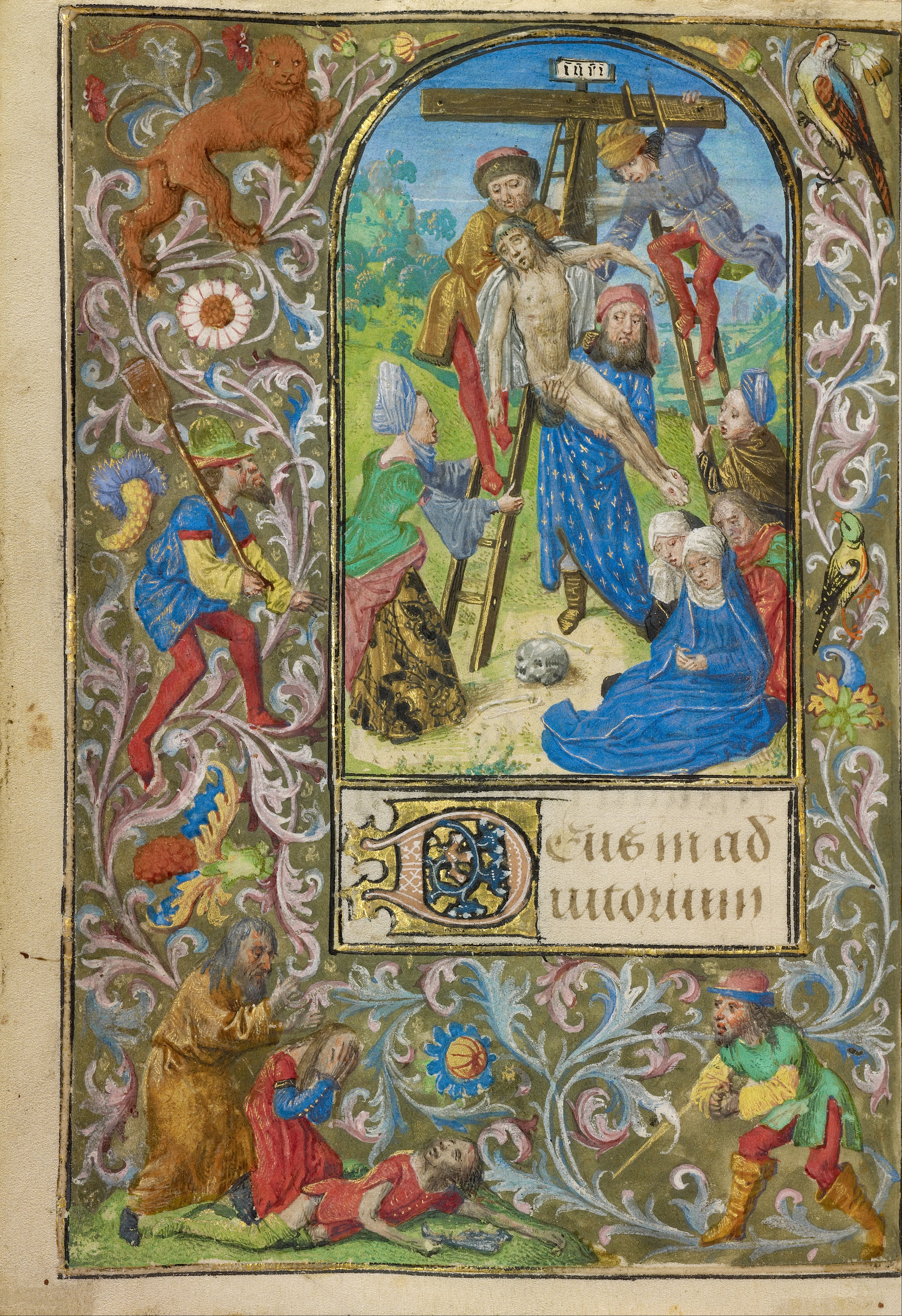
Livre de prière de Charles le Téméraire, J. Paul Getty Museum, Ms. 37.
La Déposition de croix, fol. 111 v°.

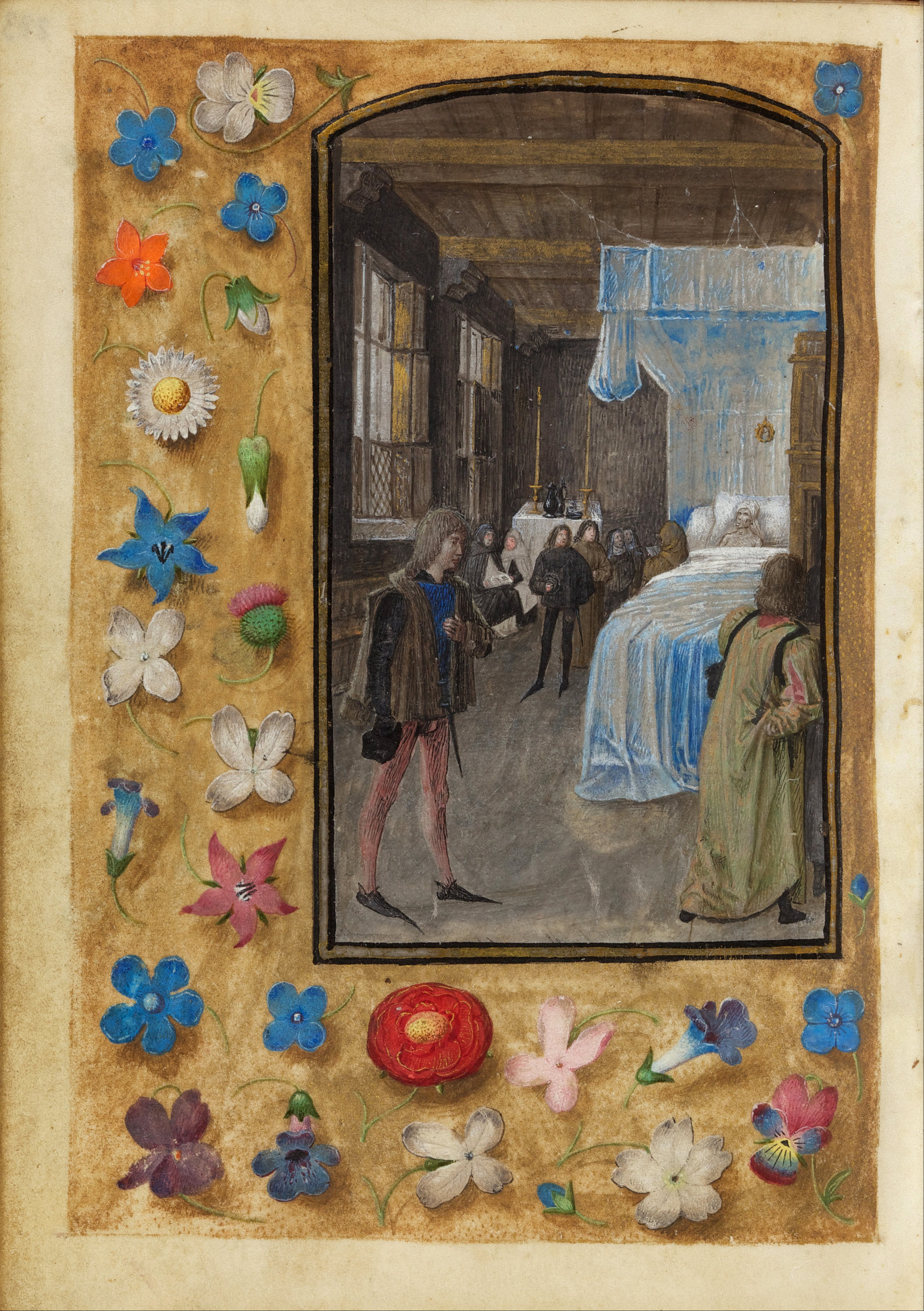
Heures de William Lord Hastings de Madrid.

- Livre d'heures de Marie de Bourgogne, en collaboration avec Liévin van Lathem, Simon Marmion (1 miniature) et l'atelier de Willem Vrelant, Vienne, Bibliothèque nationale autrichienne, Cod. 1857[8] ;
- Heures d'Engelbert de Nassau, Oxford, Bibliothèque bodléienne, Ms. Douce 219-220[9] ;
- Heures Voustre Demeure, 23 grandes miniatures en collaboration avec le Maître du Livre de prières de Dresde, Simon Marmion et Liévin van Lathem, Madrid, Bibliothèque nationale d'Espagne, Vit. 25-5[10] avec des miniatures découpées conservées au Kupferstichkabinett Berlin (20 miniatures, 78B13) et 1 au Philadelphia Museum of Art (Inv.343) ;
- Liber Floridus pour Philippe Conraud, abbé de Saint-Pierre de Gand, 60 miniatures par l'artiste ou son atelier, Chantilly, Musée Condé, Ms.724 (1596)[11],[12] ;
- Histoire d'Alexandre de Quinte-Curce, 74 miniatures dont 10 miniatures réalisées par le maître, en collaboration avec Loyset Liédet pour Charles le Téméraire, Paris, Bibliothèque nationale de France, Fr. 22547[13] ;
- Livre de prière de Charles le Téméraire (1 miniature, en collaboration avec Liévin van Lathem), Los Angeles, J. Paul Getty Museum, Ms. 37[14] ;
- Heures Trivulzio, 1 miniature (la Crucifixion, f.94v.), en collaboration avec Liévin van Lathem et Simon Marmion, La Haye, Bibliothèque royale (Pays-Bas), SMC1 ;
- Bréviaire de Rouge-Cloître, 1 miniature, 1477, Bruxelles, Bibliothèque royale de Belgique, Ms. IV 860.
- Bréviaire de Marguerite d'York, à l'usage de Sarum, 6 miniatures en collaboration avec son atelier, Cambridge, St John's College, Ms. H.13
- Heures de William Lord Hastings de Madrid, 1 grande miniature, Musée Lázaro Galdiano, inv.15503

### Manuscrits attribués à l'atelier
- Registre de la guilde de Saint Anne, 1 grande miniature, 1477, Château de Windsor, Royal Collection, RCIN1047371[15]
- Heures à l'usage de Saint-Pol-de-Léon, BNF, Latin 1385[16]
- Feuillet détaché d'un graduel (Mort de la Vierge et Assomption), passé en vente chez Sotheby's le 18 juin 1991 (lot 37)
- Compilation de traités de dévotion, Bodleian Library, Ms.Douce 365[17] (attribution contestée : attribuée parfois à Alexander Bening ou au Maître des Traités de morale)

### Tableau

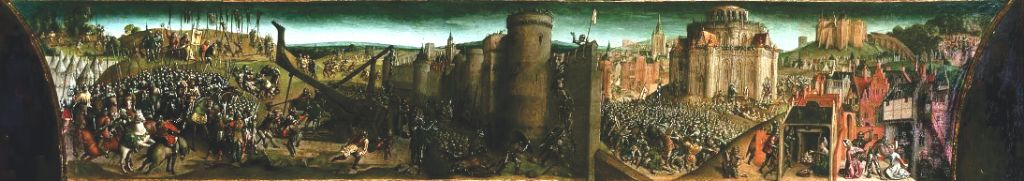
La Conquête de Jérusalem par Titus.

- La Conquête de Jérusalem par Titus, prédelle d'un retable aujourd'hui disparu provenant de la Cathédrale Saint-Bavon de Gand, Musée des beaux-arts de Gand[18].

### Dessins
- Marie et Joseph à l'auberge, British Museum, 1883,0714.78[19]
- La Pentecôte, Beaux-Arts de Paris, Masson 664